# Intrall Polska

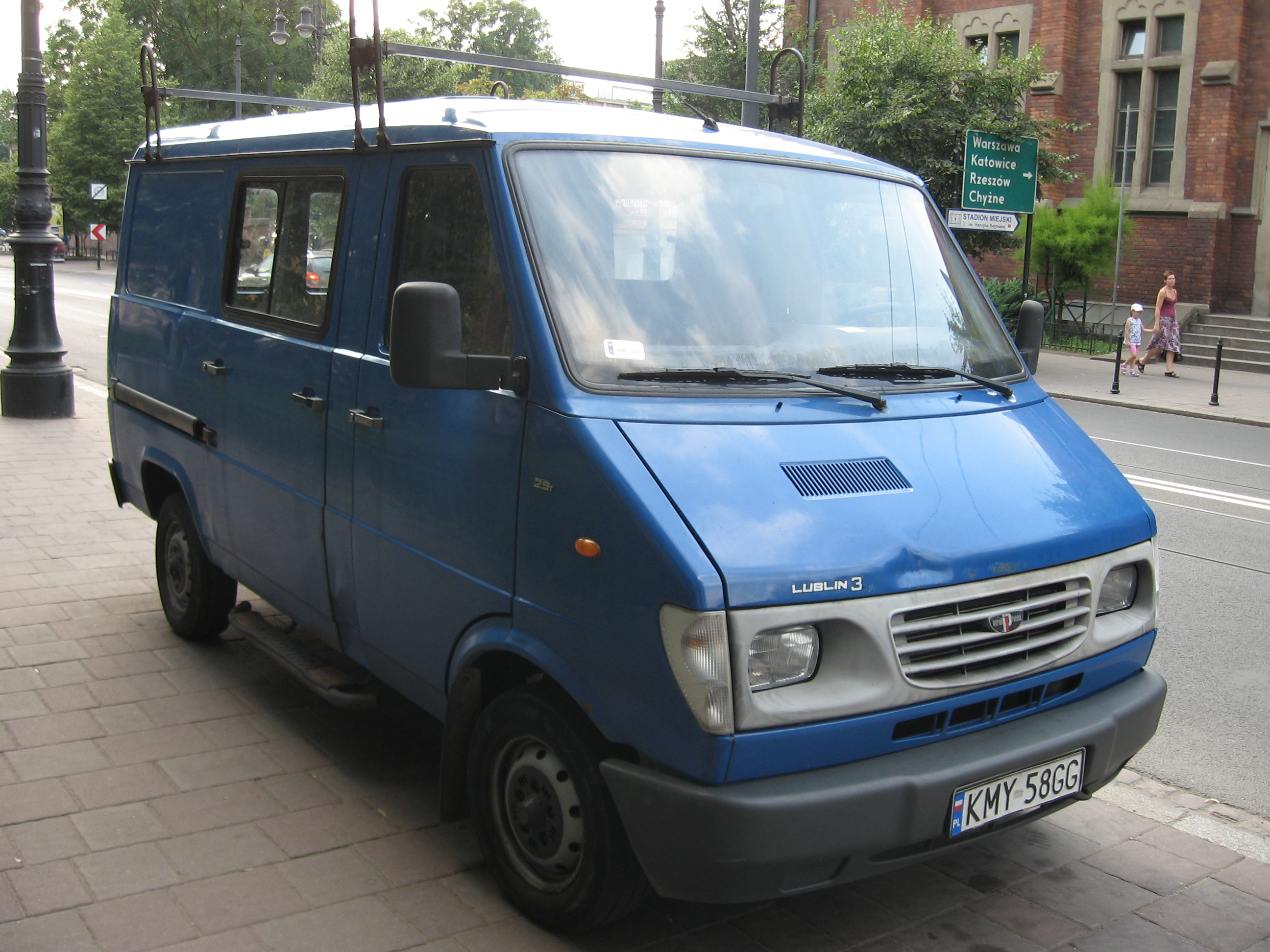
Intrall Lublin

Intrall Polska war ein polnischer Hersteller von Kraftfahrzeugen.

## Unternehmensgeschichte
Die britische International Truck Alliance übernahm Ende 2003 die Produktionsrechte für zwei Modelle von Andoria-Mot. Am 19. Dezember 2003 wurde Intrall Polska gegründet. Der Sitz war in Lublin. 2004 begann die Produktion von Automobilen. Die Markennamen lauteten zunächst unverändert Honker und Lublin. Erst ab 2005 wurden die Fahrzeuge als Intrall vermarktet.
Im Oktober 2007 kam es zum Bankrott.
Zakład Produkcji Samochodów setzte daraufhin die Produktion des Geländewagens Honker fort.

## Fahrzeuge
Ein Produktbereich war der Geländewagen Honker, der vorher schon von verschiedenen Herstellern produziert wurde. Daneben gab es den Lieferwagen Lublin, den vorher Fabryka Samochodów Ciężarowych herstellte.
Die einzige bekannte Produktionszahl 491 bezieht sich auf das Jahr 2004 und das Modell Honker.